# Holobus pallexens
Holobus pallexens är en skalbaggsart som beskrevs av Thomas Casey 1911. Holobus pallexens ingår i släktet Holobus och familjen kortvingar. Inga underarter finns listade i Catalogue of Life.